# Michelle Suárez Bértora
Michelle Suárez Bértora (sinh ngày 21 tháng 2 năm 1983- mất ngày 22 tháng 4 năm 2022) là một nhà hoạt động, luật sư, giảng viên, chính trị gia và nhà văn người Uruguay. Cô là người chuyển giới đầu tiên tốt nghiệp đại học ở Uruguay, luật sư chuyển giới đầu tiên và người chuyển giới đầu tiên được bầu vào cơ quan nhà nước.

## Tiểu sử
Michelle Suárez Bértora sinh ngày 21 tháng 2 năm 1983 ở Salinas, Canelones Department, Uruguay. Cô chuyển giới từ năm 15 tuổi với sự hỗ trợ của mẹ. Cô theo đuổi giấc mơ của mình và trở thành một luật sư. Suárez đã học trường tiểu học và trung học ở Salinas trước khi vào đại học năm 2004. Sau sáu năm học tập và chuyển giới hợp pháp để cho phép cô tốt nghiệp phù hợp với giới tính của mình, Suárez đã lấy bằng tiến sĩ. Cô là người chuyển giới đầu tiên (và duy nhất) trở thành luật sư ở Uruguay ốt nghiệp năm 2010 tại Đại học Cộng hòa, là người chuyển giới đầu tiên hoàn thành chương trình học đại học ở nước này. Năm 2014, cô cũng trở thành người chuyển giới đầu tiên được bầu vào cơ quan lập pháp của Uruguay.
Suárez là một thành viên và là cố vấn pháp lý cho tổ chức "Ovejas Negras" (Black Sheep), một tổ chức quyền LGBT. Cô tham gia năm 2010, ngay sau cái chết của mẹ
Niềm tin của Suarez là những định kiến phải được giải quyết bằng các tiêu chuẩn pháp lý thực chất và kèm theo tranh luận công khai. Cô đã viết một cuốn sách để giải quyết việc thực thi quyền con người cho những người gặp khó khăn vì định hướng hoặc bản sắc giới tính của họ.
Suarez đã tuyên thệ vào thượng viện Uruguay vào tháng 10 năm 2017, trở thành thượng nghị sĩ chuyển giới đầu tiên trong lịch sử quốc gia.

## Tác phẩm
- Hacia una Igualdad Sustantiva Mujer y Salud en Uruguay (2012) (ISBN 978-9974-8303-1-8)[8]